# 鮑德溫峰
64°23′S 60°45′W / 64.383°S 60.750°W
鮑德溫峰（英語：Baldwin Peak）是南極洲的山峰，位於葛拉漢地北部，處於利林塔爾冰川和貝里山之間，該山峰根據英國探險隊的空中照片被繪入地圖，以美國發明家命名，現時由南極條約體系管理。